# Hoàng Văn Hữu
Hoàng Văn Hữu (sinh năm 1966) là một sĩ quan cấp cao trong Quân đội nhân dân Việt Nam, hàm Thiếu tướng, nguyên Phó Tư lệnh Quân khu 1

## Thân thế sự nghiệp
Ông sinh ngày 25/5/1966. Ngày vào Đảng 05/02/1987
Quê quán Xã Đàm Thủy, huyện Trùng Khánh, tỉnh Cao Bằng
Nơi ở hiện nay Tổ 1, phường Đề Thám, thành phố Cao Bằng, tỉnh Cao Bằng
Trước năm 2019, ông là Chỉ huy trưởng Bộ CHQS tỉnh Cao Bằng.
Tháng 6 năm 2019, ông được Bộ trưởng Bộ Quốc phòng điều động, bổ nhiệm giữ chức Phó Tham mưu trưởng Quân khu 1.
Ngày 20 tháng 4 năm 2020, Tại Quyết định 538/QĐ-TTg, Thủ tướng Chính phủ bổ nhiệm Đại tá Hoàng Văn Hữu, Phó Tham mưu trưởng Quân khu 1 giữ chức Phó Tư lệnh Quân khu 1, Bộ Quốc phòng.
Ngày 30 tháng 4 năm 2020, Thực hiện quyết định của Chủ tịch nước,  Bộ Quốc phòng đã tổ chức công bố và trao quyết định về việc thăng quân hàm sĩ quan cấp bậc Thiếu tướng đối với Đại tá Hoàng Văn Hữu- Phó Tư lệnh Quân khu 1.
Theo Quyết định số 311/QĐ-TTg, đồng chí Thiếu tướng Hoàng Văn Hữu thôi giữ chức Phó Tư lệnh Quân khu 1, Bộ Quốc phòng, nghỉ công tác kể từ ngày 1/3/2025, tiếp tục làm nhiệm vụ đại biểu Quốc hội đến hết nhiệm kỳ thì nghỉ hưu theo chế độ quy định
Thiếu tướng (2020)